# Tributul demonului (Star Trek: Generația următoare)
„Tributul demonului” (titlu original: „Devil's Due”) este al 13-lea episod din al patrulea sezon al serialului TV american științifico-fantastic Star Trek: Generația următoare și al 87-lea episod în total. A avut premiera la 4 februarie 1991.
Episodul a fost regizat de Tom Benko după un scenariu de Philip Lazebnik.  Invitat special este Marta DuBois în rolul Ardrei. 

## Prezentare
O figură mitică atotputernică, veche de milenii, se întoarce pentru a înrobi o planetă conform unui contract. Totuși, Picard este convins că această ființă este un șarlatan oportunist.

## Actori ocazionali
- Marta DuBois - Ardra
- Paul Lambert - Howard Clarke
- Marcelo Tubert - Acost Jared
- Thad Lamey - Devil Monster
- Tom Magee - Fek'lhr[3]